# جماعة بغداد للفن الحديث

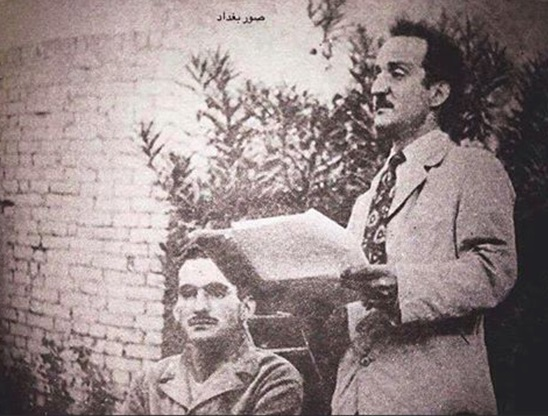
جواد سليم يقرأ كلمته الشهيرة في حفل إطلاق (جماعة بغداد للفن الحديث) عام 1951 في بغداد.

شاكر حسن آل سعيد أحد مؤسسي جماعة بغداد للفن الحديث

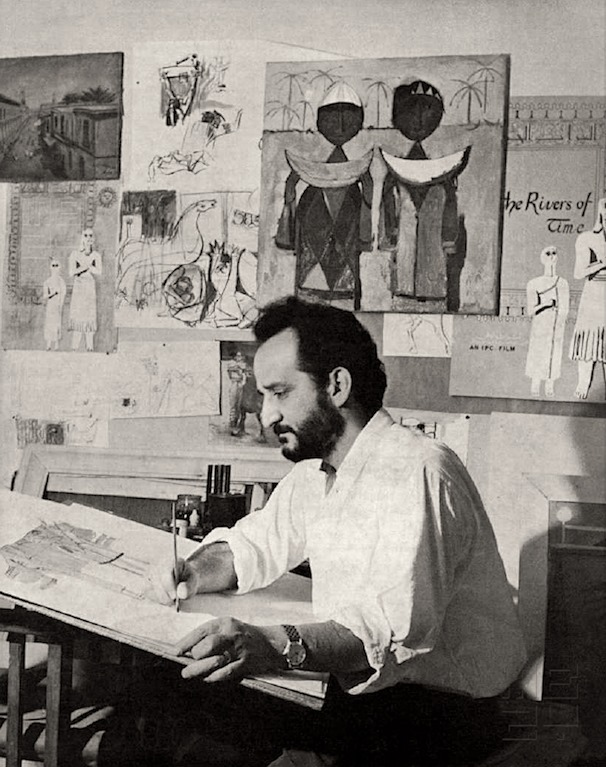
جواد سليم أحد مؤسسي جماعة بغداد للفن الحديث

جماعة بغداد للفن الحديث هي مجموعة فنية عراقية تأسست في بغداد على يد عدد من رواد الفن العراقي ومن أبرزهم شاكر حسن آل سعيد وجواد سليم ومحمد الحسني في عام 1951م،  كما إنضم لها نخبة من التشكيليين والمعماريين والفنانين العراقيين فيما بعد ومنهم الفنان محمد غني حكمت والرسامة نزيهة سليم.
أصبحت الجماعة بعد ظهورها مركز إشعاع فكري للفنانين العراقيين في عقدي الستينات والسبعينات من القرن العشرين، كما ساهمت في وضع لبنات جديدة إلى صرح الفن العراقي الحديث المعاصر.